# Lijst van chefs van de Rijkskanselarij
De chef van de Rijkskanselarij (Duits: Chef der Reichskanzlei) was het hoofd van de staf van de rijkskanselier. Het ambt bestond van 1878 tot 1945. Als (onder)staatssecretaris of rijksminister maakte de chef van de Rijkskanselarij ook deel uit van de regering.

## Lijst van chefs van de Rijkskanselarij
| Nr. | Afbeelding | Persoon                         | periode                              | partij                      |
| --- | ---------- | ------------------------------- | ------------------------------------ | --------------------------- |
| 1   |            | Christoph Willers von Tiedemann | 15 mei 1878 - 20 september 1881      | Freikonservative Partei     |
| 2   |            | Franz Johannes von Rottenburg   | 14 oktober 1881 - 19 januari 1891    | O                           |
| 3   |            | Karl Göring                     | 1 februari 1891 - 31 december 1894   | O                           |
| 4   |            | Kurt Freiherr von Wilmowsky     | 1 januari 1895 - 15 augustus 1901    | O                           |
| 5   |            | Alfred von Conrad               | 14 augustus 1901 - 18 september 1904 | O                           |
| 6   |            | Friedrich Wilhelm von Loebell   | 25 september 1904 - 14 juli 1909     | Deutschkonservative Partei  |
| 7   |            | Arnold Wahnschaffe              | 20 november 1909 - 11 augustus 1917  | O                           |
| 8   |            | Hans Joachim von Graevenitz     | 11 augustus - 9 november 1917        | O                           |
| 9   |            | Wilhelm von Radowitz            | 20 november 1917 - 17 oktober 1918   | O                           |
| 10  |            | Arnold Wahnschaffe              | 18 oktober 1918 - 9 november 1918    | O                           |
| 11  |            | Curt Baake                      | 9 november 1918 - 3 maart 1919       | SPD                         |
| 12  |            | Heinrich Albert                 | 3 maart 1919 - 24 mei 1921           | O                           |
| 13  |            | Arnold Brecht                   | 24 mei 1921 - 3 augustus 1921        | O                           |
| 14  |            | Heinrich Hemmer                 | 3 augustus 1921 - 22 november 1922   | O                           |
| 15  |            | Eduard Hamm                     | 22 november 1922 - 12 augustus 1923  | Duitse Democratische Partij |
| 16  |            | Werner von Rheinbaben           | 13 augustus 1923 - 17 oktober 1923   | Duitse Volkspartij          |
| 17  |            | Adolf Kempkes                   | 17 oktober 1923 - 23 november 1923   | Duitse Volkspartij          |
| 18  |            | Franz Bracht                    | 30 november 1923 - 18 december 1924  | O                           |
| 19  |            | Franz Kempner                   | 16 januari 1925 - 20 juli 1926       | Duitse Volkspartij          |
| 20  |            | Hermann Pünder                  | 20 juli 1926 - 1 juni 1932           | Duitse Centrumpartij        |
| 21  |            | Erwin Planck                    | 1 juni 1932 - 30 januari 1933        | O                           |
| 22  |            | Hans Heinrich Lammers           | 30 januari 1933 - 30 april 1945      | NSDAP                       |

## Voetnoten
1. ↑  Sinds 1 december 1937 ook rijksminister zonder portefeuille

## Bron/Externe link
- (de)  [dode link] -